# Görög Ibolya
Görög Ibolya (Tiszakécske, 1947. december 11. –) magyar protokollszakértő, író, előadó, a GProtokoll Szaktanácsadó Bt. ügyvezetője. 1987-től 1999-ig a Miniszterelnöki Hivatal protokollfőnöke, 1998-ban a Magyar Köztársasági Érdemrend kiskeresztjével tüntették ki.

## Tanulmányok
A budapesti Külkereskedelmi Főiskolán, majd ezt követően az Információs Rendszerszervezési Intézetnél, Moszkvában szerzett diplomát.

## Pályája
1978-tól 1982-ig Moszkvában dolgozott a Nemzetközi Tudományos és Műszaki Információs Központban. Onnan a Külkereskedelmi Minisztériumba került.
1987 januárjától a Minisztertanács Titkársága Protokoll osztályán lett főelőadó, majd osztályvezető, 1992-től főosztályvezető.
1999 őszétől vállalkozása keretében elsősorban felnőtt oktatást végez, de 12 éven keresztül rendszeres kurzusai voltak a Budapesti Corvinus Egyetemen. 2008-tól a Szegedi Tudományegyetem és az egri Eszterházy Károly Egyetem címzetes egyetemi docense. Folyamatosan tartja előadásait az egész országban, de Erdélybe, Szlovákiába és Oroszországba is többször meghívták. Elsősorban cégek, intézmények kérik a tanácsait, de egyre gyakrabban szerveznek helyi kulturális központok nagysikerű nyílt előadásokat is. Különböző médiumok, rádiók, televíziók rendszeres meghívott vendége.

## Díjai, elismerései
- A Magyar Köztársasági Érdemrend kiskeresztje (1998)[3]
- A Magyar Újságírók Országos Szövetségének tiszteletbeli újságírója (2015)
- Közéleti Díj (2019)
- Kőbánya díszpolgára (2020)

## Könyvei
- Protokoll - az életem (Atheneum, Budapest, 1999)[7]
- Mindennapi maceráink (Atheneum, Budapest, 2000)[7]
- A nyilvánosság kelepcéi (Atheneum, Budapest, 2004)[7]
- Viselkedéskultúra (...és egy kis protokoll) (Temse Kft, Budapest, 2009) – a Temse Kft. által akkreditált, pedagógus-továbbképzési program előadója[2]
- Tanácsoskönyv – Új kalamajkák (Atheneum, Budapest, 2012)[7]
- Wellness - illendően (Nordtúra, Budapest, 2012)[8]
- Viselkedéskultúra (...és egy kis protokoll); 2. jav. kiad. (Azure Arts Informatika Kft., Eger, 2015)[9]
- Protokoll – az életem; 2. átd., bőv. kiad. (Athenaeum, Budapest, 2016)
- Summa Summarum – Európaiság – hitelesség – protokoll (Athenaeum, Budapest, 2018)[10]